# Kaiserurkunden in Abbildungen

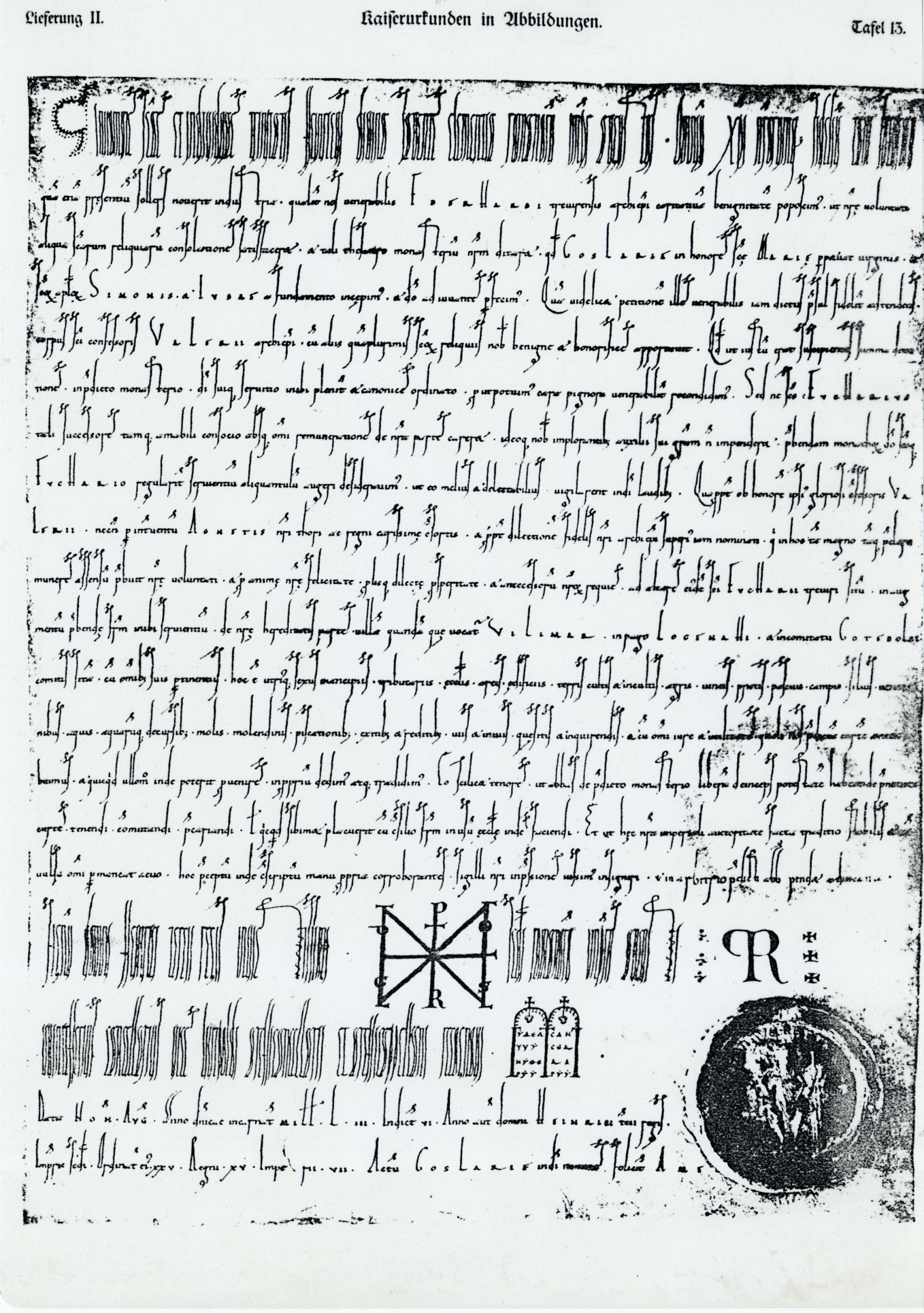
Beispiel aus der Druckausgabe: Heinrich III. 1053 August 5 für St. Matthias in Trier; D H.III. 309 b
Abbildung in der Onlineversion

Die Kaiserurkunden in Abbildungen sind ein Tafelwerk für den akademischen Unterricht in Diplomatik und ein Hilfsmittel für kanzleigeschichtliche Untersuchungen aus der Zeit, in der weder moderne Kopierverfahren noch digitale Abbildungen im Netz zur Verfügung standen. Herausgeber waren Theodor von Sickel und Heinrich von Sybel. Das Werk erschien in elf Lieferungen ab 1880 und wurde 1891 mit der Veröffentlichung des Textbandes abgeschlossen. Die Verwendung photographischer Aufnahmen war nicht unumstritten, Gelehrte wie Julius von Pflugk-Harttung hielten das Durchpausen nach wie vor für die beste Methode. 364 Urkundenbeispiele belegen die Entwicklung des äußeren Erscheinungsbildes der Urkunden der Könige und Kaiser von der Mitte des 8. Jahrhunderts (Pippin der Jüngere) bis zu Maximilian I.
Die Digitalisierung erfolgte 2000, die letzte Änderung des Onlineangebots im Februar 2009. In der Chronologischen Übersicht, die der Navigation dient – in den Lieferungen des Werkes war keine chronologische Abfolge eingehalten worden –, sind auch Links zum Onlineangebot der Regesta Imperii gesetzt worden, womit die von Brousseau und Poupeau bemängelte fehlende Aktualisierung des Forschungsstandes von 1891 wenigstens teilweise geliefert wird.